# Massacres de Dori et Gorgadji
Les massacres de Dori et Gorgadji ont lieu le 21 mai 2025, pendant l'insurrection djihadiste au Burkina Faso. Ils sont commis par les Forces armées du Burkina Faso et des miliciens des Volontaires pour la défense de la patrie (VDP) qui assassinent au moins 100 civils dans plusieurs villages des communes de Dori et Gorgadji.

## Déroulement
Le 21 mai 2025, un convoi militaire burkinabé sorti d'Arbinda et en partance pour Dori commet des massacres dans plusieurs villages entre Tafagou et Nobiol, dans les communes de Dori et Gorgadji.

## Bilan humain
Selon RFI, au moins 105 personnes sont tuées plusieurs sources communautaires, dont des vieillards, des femmes et des enfants. Les corps sont enterrés sommairement dans des fosses communes.